# Immetalia evanescens
Immetalia evanescens là một loài bướm đêm trong họ Noctuidae.